# Cornelius Johnson
Cornelius Johnson (Estados Unidos, 28 de agosto de 1913-15 de febrero de 1946) fue un atleta estadounidense, especialista en la prueba de salto de altura en la que llegó a ser campeón olímpico en 1936 y plusmarquista mundial durante más de un año, desde el 12 de julio de 1936 al 12 de agosto de 1937, con un salto de 2.07 metros.

## Carrera deportiva
En los JJ. OO. de Berlín 1936 ganó la medalla de oro en el salto de altura, con un salto por encima de 2.03 metros, superando a sus compatriotas Dave Albritton (plata con 2.00 m) y Delos Thurber (bronce también con 2.00 m).